# Irish soft coated wheaten terrier

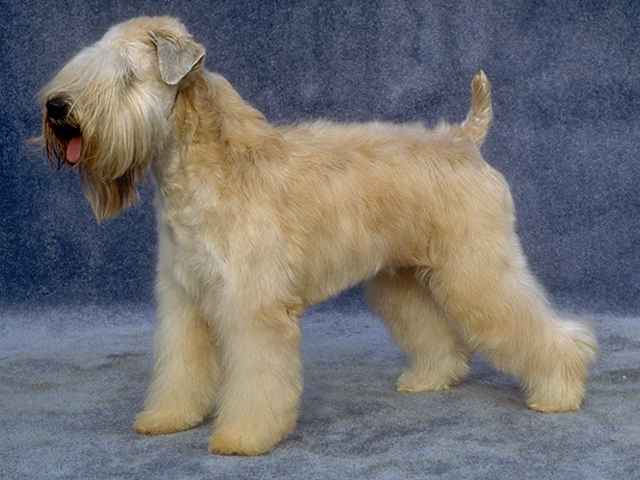
Irish soft coated wheaten terrier

L'Irish Soft Coated Wheat Terrier és una raça de gos originària d'Irlanda. Hi ha quatre varietats: tradicional irlandesa, pesat irlandès, anglès i Estats Units. Aquests gossos tenen una capa única que deixa anar molt poc pèl, per la qual cosa pot ser tolerat més fàcilment per persones al·lèrgiques a altres races.

## Història
Aquesta raça va ser criada a Irlanda per ser un gos de granja d'ús múltiple, les funcions haurien inclòs  observació i vigilància de bestiar. Es creu que pot estar relacionat amb el de Kerry blue terrier. Avui competeixen en l'obediència, l'agilitat i el seguiment i s'utilitzen de vegades en teràpia assistida per animals.
Malgrat la seva llarga història no va ser reconegut com una raça a Irlanda per l'Irish Kennel Club fins al 1937. El 1943, el Britidh Kennel Club va reconèixer la raça en el Regne Unit. Els primers van ser exportats als Estats Units a la dècada de 1940, però l'interès en la raça va trigar deu anys a desenvolupar-se. Finalment el 1973 van ser reconeguts per l'American Kennel Club. A la dècada de 1970 van ser importats a Austràlia per Anubis Kennels, des de llavors s'han importat molts més. Una recent importació de gossos d'estil irlandès han millorat i ampliat el seu patrimoni genètic.

## Descripció
L'Irish Soft Coated Wheat Terrier és un gos ferm, equilibrat, de dors recte i de pit profund. Té un cap rectangular i ben proporcionat amb un stop definit. Els seus ulls tenen una forma una mica ametllada i les orelles són petites i doblegades lleugerament cap endavant. Als països en què està permès, sol portar la cua tallada. Té un pèl suau, sedós i de color blat, que se li pot arreglar o no.

## Salut

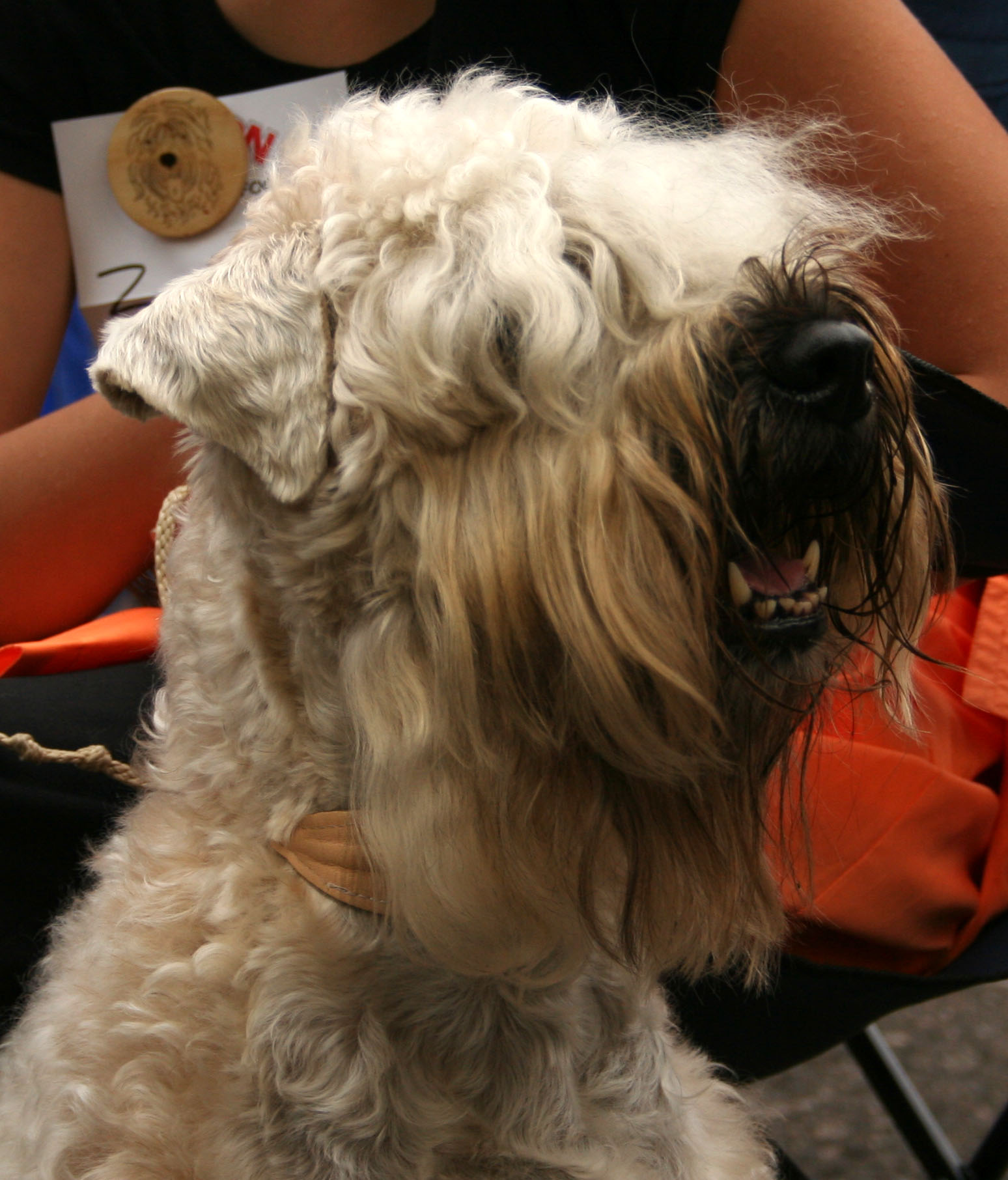
Detall del cap

Són generalment una raça de llarga durada. Són susceptibles a diverses malalties hereditàries, encara que són més coneguts per dues condicions de perdre de proteïnes: proteïnes nefropàtia (PLN), on el gos perd proteïnes a través dels ronyons, i proteïna enteropàtia (PLE), on el gos és incapaç d'absorbir completament la proteïna en el seu intestí, causant que passi en els seus excrements. PLN i PLE són potencialment fatals, però si es detecta amb antelació suficient, de vegades poden manejar-se amb canvis en la dieta estrictes i els productes farmacèutics. Hi ha proves de laboratori que poden ajudar en el diagnòstic de PLN i PLE; aquestes condicions tenen una manera desconeguda de l'herència, però hi ha programes de recerca, principalment en els Estats Units i en el Regne Unit.
Altres qüestions de salut són la displàsia renal, malaltia inflamatòria intestinal, malaltia d'Addison i càncer. Alguns Wheatens també poden patir d'aliments i mediambientals de les al·lèrgies. Els propietaris potencials han de discutir les qüestions de salut amb l'obtentor abans de decidir-se a obtenir un cadell. També són propensos a desenvolupar una malaltia de la pell anomenada Dermatitis atòpica.

## Creuaments de races
Extraoficialment aquesta raça es creua amb el Caniche estàndard per crear la raça mixta coneguda com el Whoodle, i es creua amb el Beagle per crear la raça mixta coneguda com el "Wheagle". També es creua amb el gos llebrer per obtenir la raça mixta anomenada Lurcher.